# Vincenzo Scamozzi
Vincenzo Scamozzi (Vicenza, 2 settembre 1548 – Venezia, 7 agosto 1616) è stato un architetto e scenografo italiano tardo-rinascimentale della Repubblica di Venezia, operante negli ultimi decenni del Cinquecento e nel primo Seicento a Vicenza e nell'area veneziana, dove fu la figura più rilevante tra Andrea Palladio e Baldassare Longhena.
Secondo Scamozzi, l'architettura – disciplina a cui egli dedicò tutta la vita – doveva essere una scienza esatta, complessa, con proprie regole da studiare attentamente e con pazienza: «Architettura è scienza».
Rudolf Wittkower l'ha definito "il padre intellettuale del neoclassicismo".

## Biografia

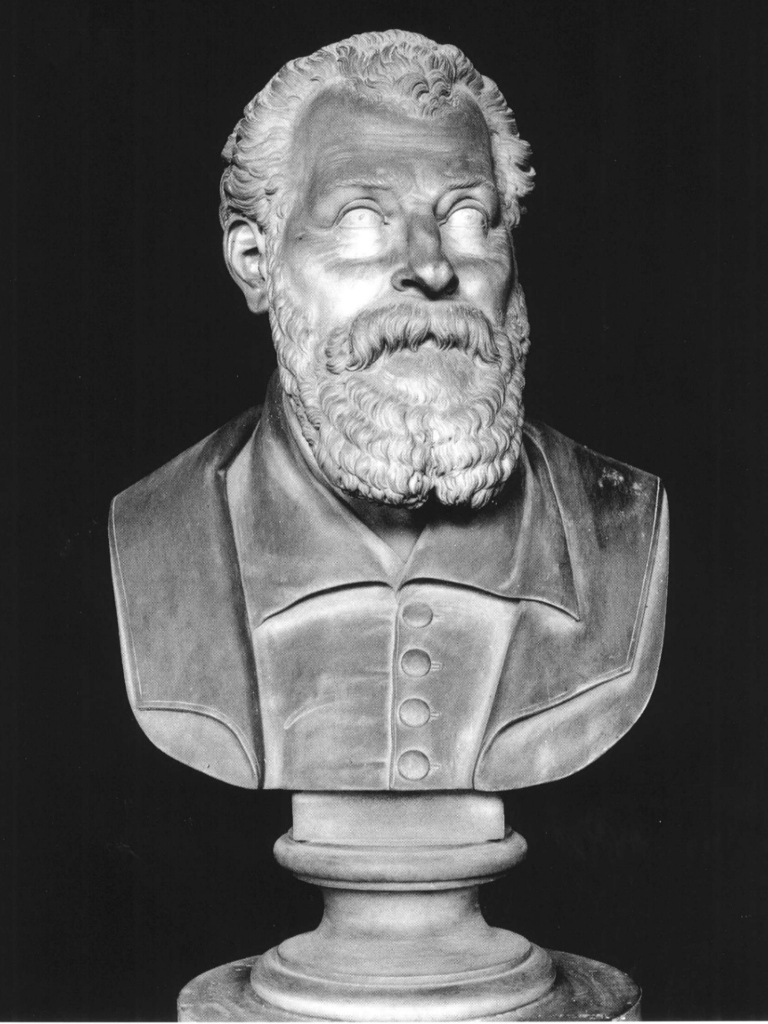
Busto di Vincenzo Scamozzi, opera di Pietro Zandomeneghi precedente al 1847. Il busto fa parte del Panteon Veneto, conservato presso Palazzo Loredan

Nato nel 1548 a Vicenza, ricevette una prima educazione dal padre Giandomenico, imprenditore edile benestante di origini valsoldesi-porlezzine e culturalmente legato a Sebastiano Serlio. Nel 1572 si stabilì a Venezia, studiando il trattato De architectura di Vitruvio nell'interpretazione di Daniele Barbaro e di Andrea Palladio. Nel 1578-80 soggiornò per la prima volta a Roma, dedicandosi a sua volta allo studio e al rilievo dei monumenti antichi.
Tornato a Vicenza, in collaborazione con il padre realizzò una serie di palazzi e ville nella città natale e nella provincia, lavorando inoltre al completamento di alcune opere di Palladio, dopo la morte di quest'ultimo avvenuta nel 1580.
La sua tarda attività si svolse ancora a Venezia, dove si era stabilito nuovamente e dove vinse nel 1582 il concorso per la prosecuzione della Libreria di Jacopo Sansovino, realizzando le Procuratie Nuove che completano l'impianto di Piazza San Marco.
Interruppe la sua intensa attività a Venezia (chiesa di San Nicola da Tolentino) e a Vicenza nel 1599 per intraprendere alcuni viaggi che lo portarono a Praga, in Svizzera, Germania, Francia ed in particolare a Parigi dove studiò l'architettura gotica. Del suo viaggio di ritorno da Parigi a Venezia rimane un taccuino illustrato.
Fu attivo nel vasto territorio della Serenissima, da Castelfranco Veneto a Bergamo. Morì a Venezia nel 1616.

### L'architettura come scienza

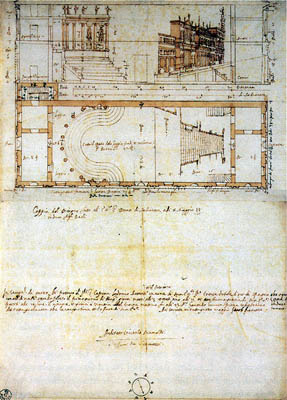
Progetto del teatro di Sabbioneta

La figura di Scamozzi è relativamente poco conosciuta, anche se l'architetto può vantare una serie di primati: realizzò con lo Statuario della Repubblica di Venezia (dal 1591 al 1593) il primo museo pubblico di scultura antica in Europa. Progettò e realizzò inoltre il primo edificio dell'età moderna studiato appositamente per un teatro a Sabbioneta (Mantova) e fece importanti progetti per la Serenissima, tra cui le Procuratie Nuove in Piazza San Marco a Venezia.
Dopo aver lasciato una notevole quantità di opere – soprattutto ville nel vicentino – scrisse infine uno dei più importanti trattati dell'epoca L'idea dell'architettura universale (1615), che fu per lungo tempo adottato come testo basilare dagli architetti del tempo ed ebbe particolare diffusione nel nord Europa, e in particolare nei Paesi Bassi nei Seicento e Settecento.
Scamozzi rappresentò, per molti aspetti, una figura assai moderna come architetto, studioso ed intellettuale del suo tempo. Fu tra i pochi a capire la necessità di raccogliere una notevole biblioteca personale, collezionando libri (all'epoca assai preziosi) delle più diverse discipline, dalla matematica alla fisica. Fu il primo a progettare l'allestimento di un museo, curando attentamente non solo la disposizione dei pezzi ma anche lo studio dell'illuminazione sia naturale che artificiale, aspetto assai moderno che del resto si riscontra in molti dei suoi progetti.
Non va infine dimenticata la realizzazione delle insostituibili scene lignee a prospettiva accelerata, allestimento temporaneo nell'intento originario, che è tuttora possibile ammirare all'interno del Teatro Olimpico di Vicenza, scena che fu da lui progettata e intelligentemente illuminata. Fu rigoroso ma anche innovatore: per primo osa rompere la corrispondenza tra distribuzione interna e di facciata, nel progetto per una delle sue ville. Riconosceva all'arte dei giardini una piena dignità all'interno dell'architettura e disegnò scientificamente rigorosi giardini all'italiana.
Il capolavoro di Scamozzi è però considerata l'incantevole Villa Pisani detta la Rocca a Lonigo (Vicenza), a pianta centrale, da lui progettata a soli 26 anni. In quest'opera Scamozzi non si limita a imitare la celeberrima Villa Capra detta la Rotonda del grande Palladio (all'epoca ancora in costruzione, e che dopo la morte di Palladio completò egli stesso), ma anzi ne fa una critica puntuale dal punto di vista architettonico, utilizzando una tipologia fino ad allora inedita, traendo diretta ispirazione dal Pantheon di Roma.
Un'altra importante residenza è Villa Molin, costruita a Padova per l'ambasciatore della Serenissima, Niccolò Molin, in cui disegna volumi nitidi ed eleganti e una planimetria dalla straordinaria coerenza geometrica.
Allo Scamozzi viene attribuita Villa Contarini detta Vigna Contarena ad Este, la cui struttura si sviluppa principalmente su due livelli: il piano terra, il piano nobile e il sottotetto ed è delimitata da due terrapieni su cui poggiano, al livello del piano nobile, il nucleo più antico della Villa (a Est) e il giardino recintato, detto “Orto segreto” (a Ovest).

## Bibliografia

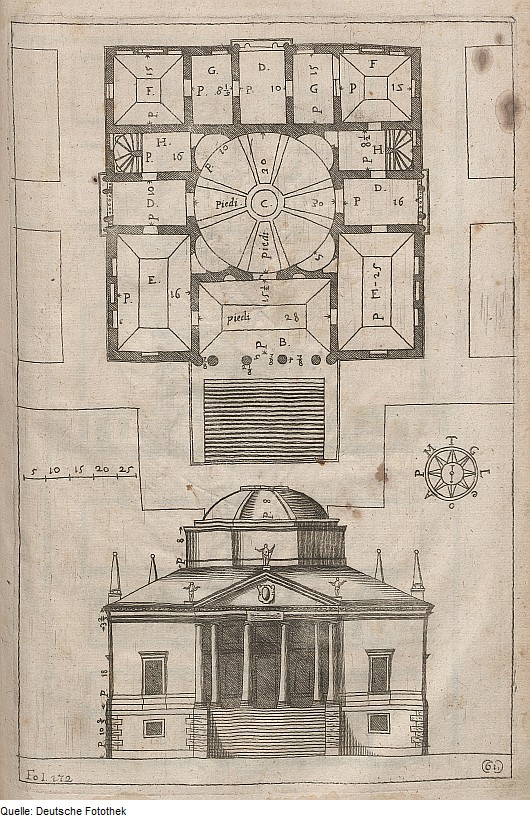
Planimetria e prospetto principale di Villa Pisani (Lonigo), disegno di Vincenzo Scamozzi, 1597

### Rapporto con Palladio

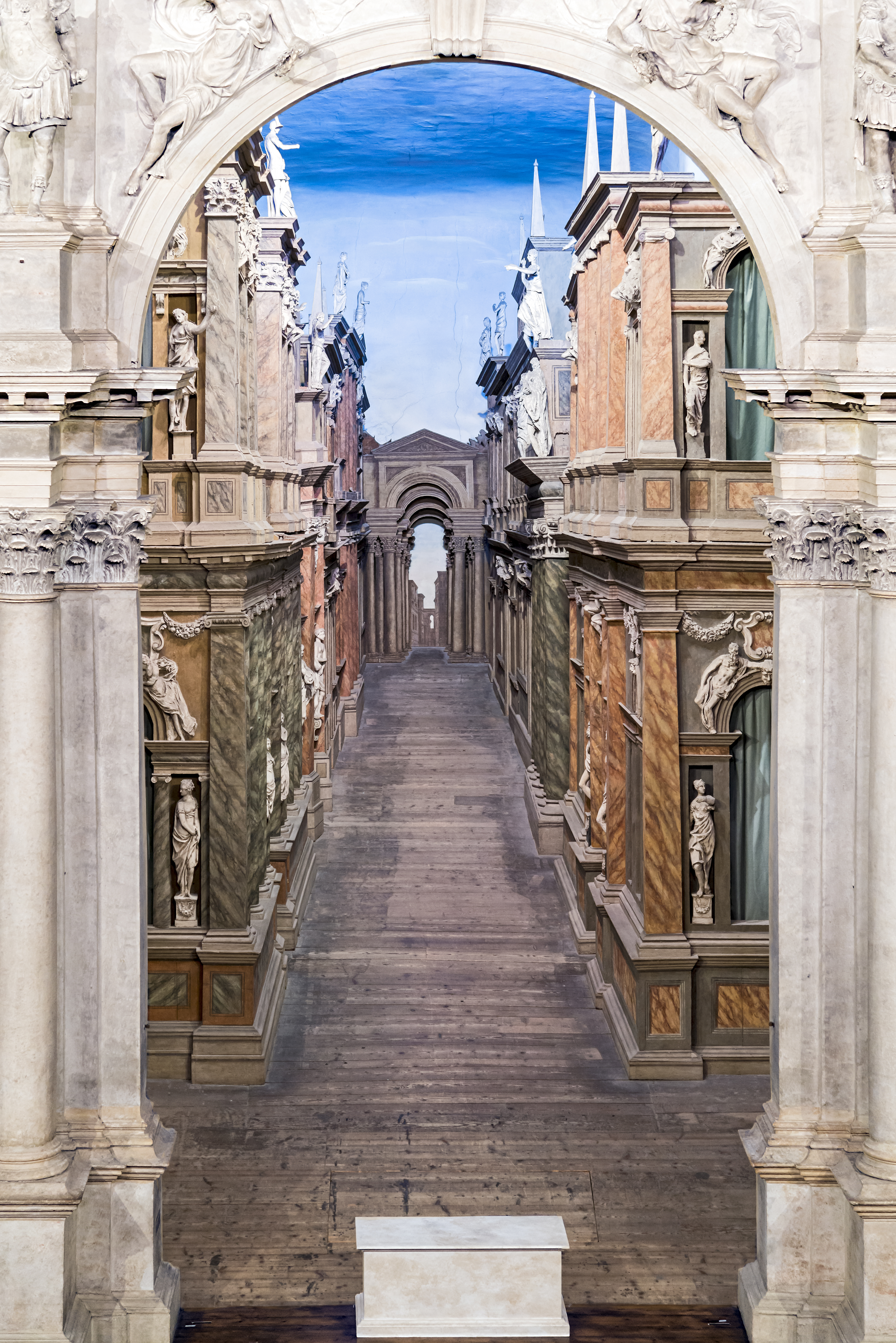
Vicenza, Teatro Olimpico. Le scene lignee di Scamozzi visibili oltre la porta regia del proscenio disegnato da Palladio

Scamozzi di quarant'anni più giovane del Palladio, dovette sviluppare un rapporto complesso (e in parte ancora da esplorare) con il più grande architetto del tempo. Sembra esserne assieme discepolo e avversario, ammiratore e critico.
Oscurata dalla fama di uno dei più celebri architetti di tutti i tempi, a lungo la figura di Vincenzo Scamozzi è stata trattata dalla critica in modo non molto dissimile da quella del musicista Salieri nei confronti di Mozart (in Amadeus): un elemento di secondo piano, che non riuscì a brillare di luce propria.
Scamozzi fu al contrario un vero protagonista dell'architettura del suo tempo ed un architetto eccezionalmente erudito. Interpretando senza dubbio la lezione del Palladio, sviluppò un proprio linguaggio, meno scenografico ed improntato volutamente ad un maggiore rigore (ad es. attraverso lo schiacciamento delle lesene in facciata) ed assai apprezzato nel suo tempo.
Scamozzi si trasferì a Venezia, senza però riuscire a sostituire il Palladio, in quanto la fama di Andrea era ormai arrivata in tutte le corti d'Europa, e dopo la sua scomparsa, prese il ruolo di architetto della Serenissima. Gli studi a Roma gli consentirono di accreditarsi presso l'élite veneziana che aveva sostenuto Palladio (in particolare presso Marcantonio Barbaro) ma suoi lavori per i Veneziani, pur numerosi, sarebbero stati contrassegnati da numerose difficoltà e incomprensioni. Un'epoca stava tramontando e Venezia si avviava ormai alla propria fulgida decadenza.
La potenza della Serenissima era decaduta, a favore delle nuove potenze reali, con commerci navali allargati non solo al Mare Nostrum. Venezia invece fu costretta, anche per la Guerra di Cambrais, che la vedeva opposta alle altre potenze, a stare da sola.

## Eredità

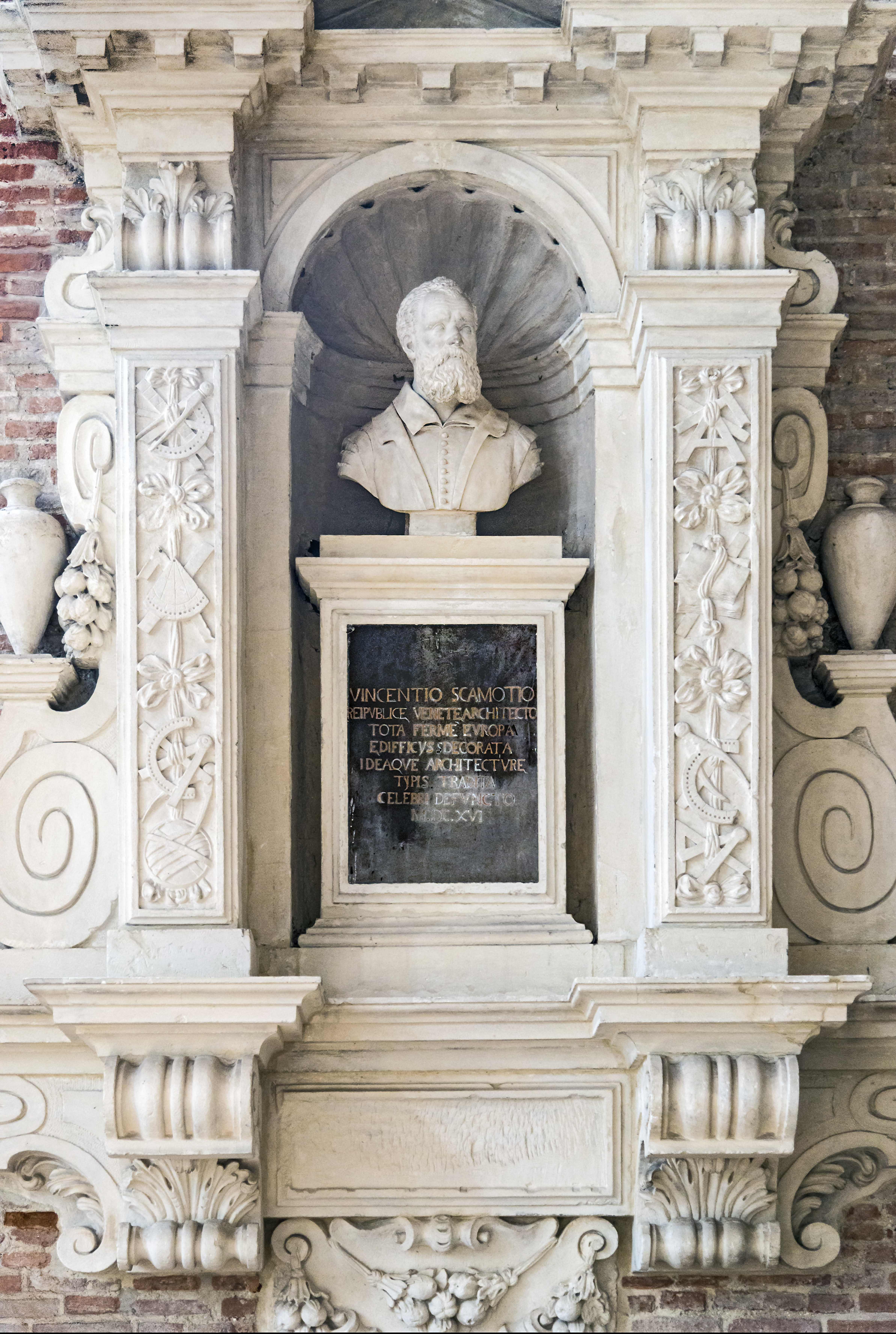
Monumento a Vincenzo Scamozzi nella Chiesa di San Lorenzo (Vicenza)

Vincenzo Scamozzi, che non si era mai sposato e non lasciava figli viventi, nel suo testamento istituì un lascito per permettere agli studenti privi di mezzi di studiare l'architettura, all'unica condizione che essi prendessero il suo cognome, quali "eredi ideali". Il più illustre di questi fu Ottavio Bertotti Scamozzi che poté divenire anche grazie a questa illuminata eredità un importante studioso e architetto del suo tempo, attorno alla metà del 1700. Egli in un altro tempo di nuove idee e nuovi orizzonti dell'arte europea, fece crescere ulteriormente il concetto di architettura, applicato alla nuova moda: i Tour degli europei del freddo nord, in Italia, con i viaggi d'arte e paesaggio, scrivendo: Il Forestiere Istruito. Questi nuovi interpreti della conoscenza architettonica erano ben consci che l'Italia era la culla dell'Arte, partendo dai millenari reperti romani ancora ben presenti e decentemente conservati e da riscoprire, progettati da intelligenti architetti imperiali. Infatti, dal Palladio in poi, ci fu la gara a copiare ed utilizzare queste conoscenze immense, applicandole al nuovo da costruire. Tutto iniziò con gli studi di Leonardo da Vinci ed alcuni suoi contemporanei che si elevarono per primi dall'arte medioevale, aggiungendovi la bellezza estetica e le strutture ideali di nuove forme di bellezza, derivare dalla riscoperta della romanità imperiale. La parola Rinascimento è proprio questo: la rinascita illuminante e creativa, dopo il freddo medioevo, che fu modificato pian piano, introducendo sempre idee innovative; esperimenti personali che venivano continuamente copiati dagli autori contemporanei e successivi.
Grazie alle sue opere ma soprattutto al suo trattato L'idea dell'architettura universale, pubblicato a Venezia nel 1615, Scamozzi influenzò la formazione degli architetti europei, in particolare i continuatori del palladianesimo come Richard Boyle, III conte di Burlington. La storia editoriale del trattato è una storia sfortunata, con successive riduzioni sino alla pubblicazione, a spese dell'autore, di sei volumi sui dieci previsti. Tuttavia ad essa corrisponde una straordinaria fortuna successiva, tradotto in numerose lingue, in particolar modo nei Paesi Bassi, dove il trattato viene ristampato più volte, anche aggiungendo materiali originali non presenti nell'edizione del 1615. Allo stesso tempo gli architetti dell'Europa settentrionale guardano a Scamozzi come a un modello, almeno quanto a Palladio.

## Cronologia delle opere

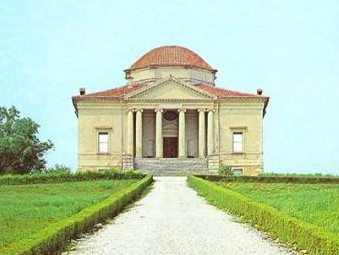
Villa Pisani a Lonigo (VI), detta La Rocca Pisana, capolavoro di Scamozzi.

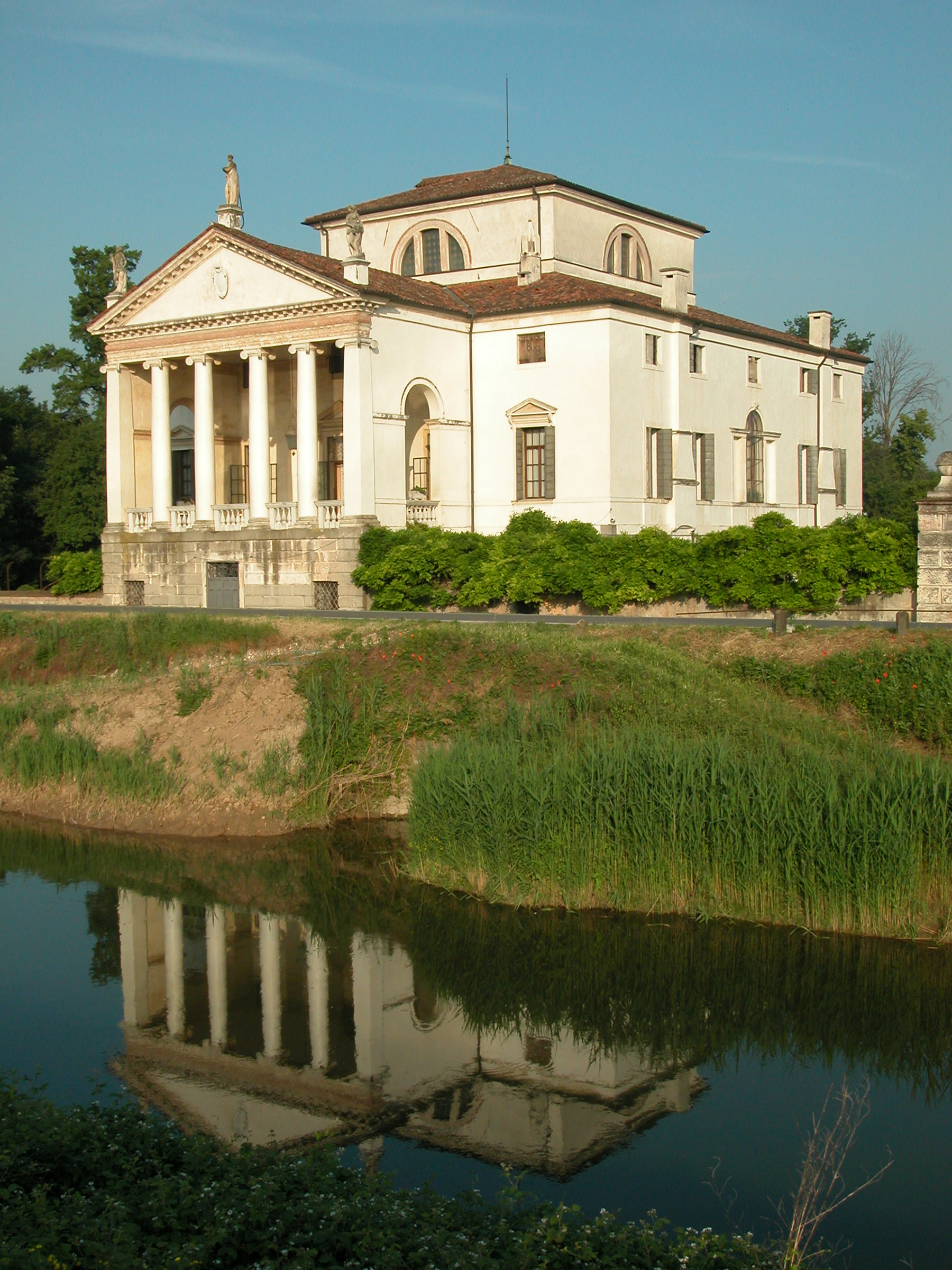
Villa Molin alla Mandria, Padova

- 1568-1575: Villa Ferramosca, per Girolamo Ferramosca, Barbano di Grisignano di Zocco (Vicenza) (con Giandomenico Scamozzi)
- 1569: Palazzo Godi, Vicenza (progetto, alterato nell'esecuzione postuma)
- 1572-1593: Palazzo Thiene Bonin Longare, Vicenza (completamento del progetto di Palladio)
- 1574-1615: Palazzo Verlato Putin, per Leonardo Verlato, Villaverla (Vicenza)
- 1575: Palazzo Caldogno Tecchio, Vicenza (con Giandomenico Scamozzi)
- 1575-1578: Villa Pisani detta la Rocca, per Vettor Pisani, Lonigo (Vicenza)
- 1576-1579: Palazzo Trissino al Duomo (Palazzo Trissino Trento), per Pierfrancesco Trissino, Vicenza (con Giandomenico Scamozzi)
- 1580: Villa Priuli, per Francesco Priuli, Treville di Castelfranco Veneto (Treviso) (ala nord)
- 1580-1584: Villa Nani Mocenigo a Canda (Rovigo)
- 1580-1592: Villa Almerico Capra detta La Rotonda, Vicenza (completò la costruzione della struttura di Andrea Palladio, riprogettandone la cupola, e vi aggiunse le stalle e gli annessi rurali)
- 1581-1586: chiesa di san Gaetano, Padova
- 1581-1599: Procuratie Nuove, Piazza San Marco, Venezia (continuate con un progetto per l'interno differente di Francesco Smeraldi e ultimate nel 1663 da Baldassare Longhena)
- 1582-1591: Biblioteca di San Marco, Venezia (completamento su progetto di Jacopo Sansovino)
- 1584-1585: Teatro Olimpico, Vicenza (costruzione della scena lignea)
- 1586-1605: Villa Foscarini Rossi a Stra (Venezia) [attribuita]
- 1588: Villa Cornaro, Poisolo di Treville, Castelfranco (Treviso) (ricostruzione)
- 1588-1590: Teatro moderno, per il duca Vespasiano I Gonzaga, Sabbioneta (Mantova)
- 1590: Villa Contarini, per Girolamo Contarini, Piazzola sul Brenta (Padova) (revisione in corso d'opera)
- 1590-1595: Chiesa e convento di San Nicola da Tolentino detta dei Tolentini, Venezia
- 1591-1595: Statuario della Repubblica di Venezia, antisala della Libreria di San Marco
- 1591-1594: San Gaetano Thiene, Padova (monastero)
- 1591-1595: Villa Cornaro, per Girolamo Cornaro, Piombino Dese (Padova) (completamento) [attribuito]
- 1591-1597: Villa Duodo e Cappella di San Giorgio, Monselice (Padova)
- 1592: Palazzo Duodo, per Pietro Duodo, a S. Maria Zobenigo, Venezia
- 1592-1616: Palazzo Trissino al Corso, per Galeazzo Trissino, Vicenza
- 1594-1600: Villa Bardellini, per Valerio Bardellini, Monfumo (Treviso) (distrutta)
- 1596: Villa Ferretti Angeli, per Girolamo Ferretti, sulla Riviera del Brenta, Sambruson del Dolo (Venezia)
- 1596: Monumento funerario per Benedetta Pisani, moglie del procuratore Andrea Dolfin (Venezia).
- 1596-1597: Villa Cornaro, Piombino Dese (Padova) (barchessa)
- 1597: Villa Molin, per Nicolò Molin, Mandria, Padova
- 1597: Palazzo Priuli Cornaro, Padova
- 1597-1598: Villa Priuli, Carrara di Due Carrare (Padova)
- 1597-1598: Villa Godi, Sarmego di Grumolo delle Abbadesse (Vicenza)
- 1598: Le tre porte monumentali della Fortezza di Palmanova, Palmanova (Udine)
- 1601: Palazzo del Bo, Padova (facciata dell'università)
- 1601: Villa Dolfin (Campolongo) per Andrea Dolfin, procuratore di San Marco
- 1601-1606: San Giacomo di Rialto, Venezia (altare della Scuola degli Orefici; con Girolamo Campagna)
- 1601-1636: Chiesa e Ospedale di San Lazzaro dei Mendicanti, Venezia
- 1603: Duomo di Palmanova, Palmanova (Udine)
- 1604-1611: Progetto per Palazzo Nuovo, Bergamo Alta (completato sul disegno originale scamozziano dall'arch. E. Pirovano nel 1927)
- 1604-1612: Progetto per la Cattedrale dei Santi Ruperto e Virgilio, Salisburgo, Austria (completato dal 1614 al 1628 da Santino Solari)
- 1605: Basilica dei Santi Giovanni e Paolo, Venezia (porta della sacrestia; con Alessandro Vittoria)
- 1605-1616: Villa Duodo, Monselice (Padova) (sei cappelle per la via Romana)
- 1607-1611: San Giorgio Maggiore, Venezia (facciata)
- 1607-1616: Villa Cornaro del Paradiso, Castelfranco (Treviso) (padiglioni gemelli, demoliti alla metà del XIX secolo)
- 1609: Villa Trevisan, per Domenico Trevisan, San Donà di Piave (Venezia)
- 1609-1616: Palazzo Contarini detto degli Scrigni a Santrovaso sul Canal Grande, Venezia
- 1611: Basilica di Sant'Alessandro, Bergamo
- 1614: ampliamento di Palazzo Loredan Vendramin, Venezia (ala est; demolita nel 1659 e ricostruita nel 1660)

### Opere di attribuzione incerta
- 1573: Villa Dal Ferro, per i fratelli Giovanni Giacomo e Giovanni Battista Dal Ferro, Giavenale di Schio (Vicenza)
- 1575: Villa Milani, Ghellini, Saraceno, Nievo, Bonin Longare, Mantiero, Tonin, Zorzetto e Pedon Novoledo Villaverla (Vicenza)
- Villa Morosini detta Ca' Morosini, Polesella (Rovigo)
- Palazzo Grimani, Polesella (Rovigo) (distrutto nel 1892)
- Villa Contarini detta Vigna Contarena, Este (Padova)
- 1582: Palazzo Cividale, Vicenza

### Scritti di Scamozzi

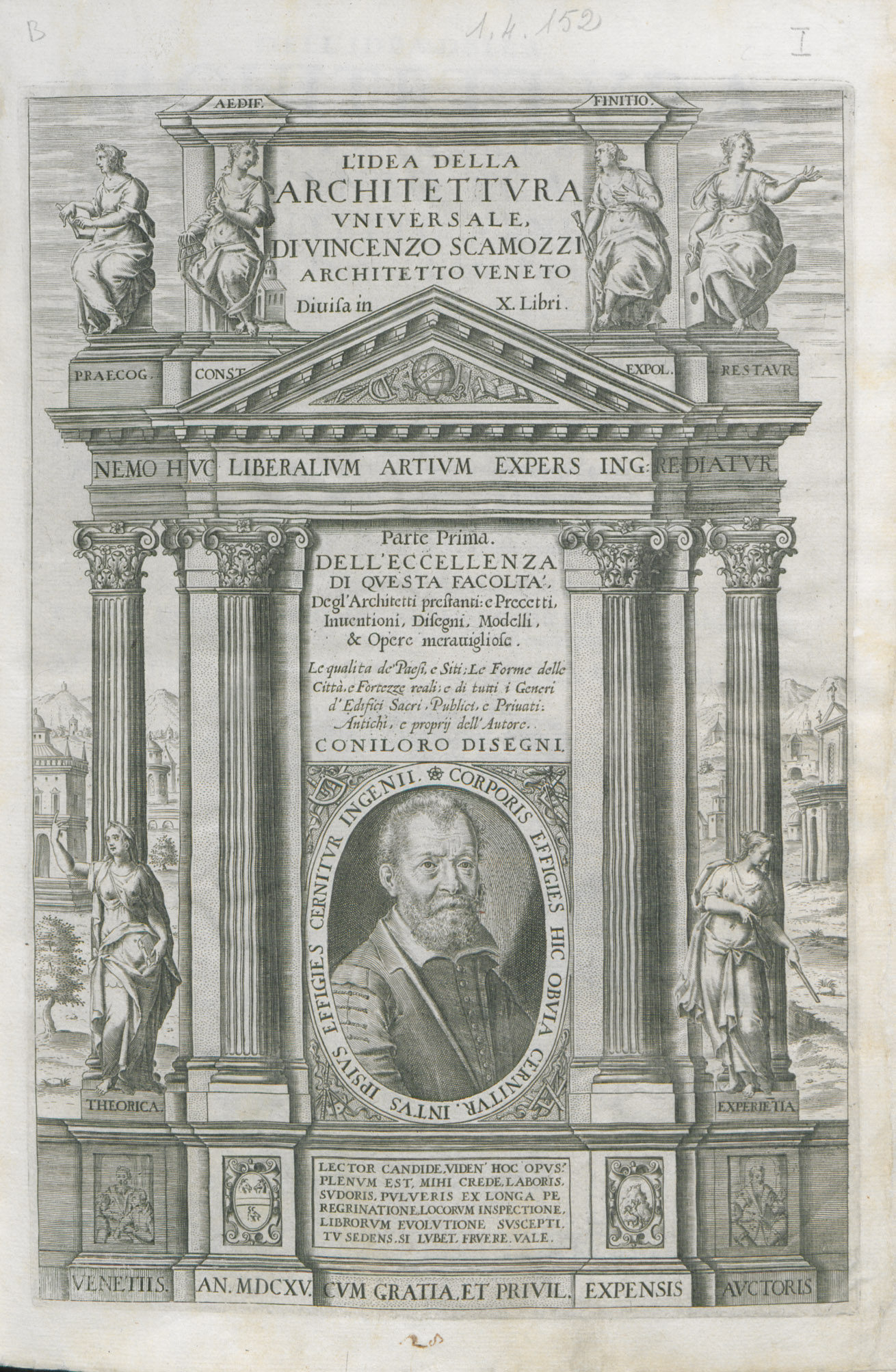
Idea dell'architettura universale, 1615

- Discorsi sopra le antichità di Roma, Venezia, appresso Francesco Ziletti, 1582.
- L'idea dell'architettura universale, Venezia, 1615.
- Idea dell'architettura universale, vol. 1, Venezia, Giorgio Valentini, 1615.
- Idea dell'architettura universale, vol. 2, Venezia, Giorgio Valentini, 1615.

### Testi su Scamozzi
- Architettura è scienza. Vincenzo Scamozzi (1546-1616), catalogo della mostra, Marsilio editori, 2003 (estratti)
- Francesco Augelli, Il ruolo del legno nell'Idea dell'architettura universale di Vincenzo Scamozzi (1615), Xilema Documenti n.1, il prato, Saonara (PD), 2007.
- Francesco Augelli, Il disegno nell'Idea dell'architettura universale di Vincenzo Scamozzi, in "Il Disegno di Architettura", n. 34, aprile, Ronca, Cremona, 2008.
- Francesco Augelli, I disegni di Chiese nel taccuino di viaggio di Scamozzi da Parigi a Venezia del 1600, in "Il Disegno di Architettura", n. 34, aprile, Ronca, Cremona, 2008.
- Franco Barbieri e G. Beltramini (a cura di), Vincenzo Scamozzi. 1548-1616
- U. Barbisan, Il viaggio. Un architetto alla scoperta dell'Europa di fine Cinquecento, Prefazione di Roberto Masiero, edizioni Tecnologos, Cavriana, Mantova, 2003, pp. 171.
- L. Collavo, Sic ad aethera virtus. Del trattato d'architettura di Vincenzo Scamozzi, in “Il Veltro”, XLVIII, 1/2, (genn.-apr. 2004), pp. 29–79
- L. Collavo, L'esemplare dell'edizione giuntina de Le Vite del Vasari letto e annotato da Vincenzo Scamozzi, in “Saggi e memorie di storia dell'arte”, 29 (2005), pp. 1–213.
- Stefano Mazzoni, Vincenzo Scamozzi e il teatro di Sabbioneta, in Stefano Mazzoni, Ovidio Guaita, Il teatro di Sabbioneta, Firenze, Olschki, 1985, pp. 11–91.
- Stefano Mazzoni, L'Olimpico di Vicenza: un teatro e la sua «perpetua memoria», Firenze, Le Lettere, 1998 (II ediz. 2010).
- Stefano Mazzoni, Teatri italiani del Cinquecento: Vincenzo Scamozzi architetto-scenografo, in Drammaturgia, 2003, n. 10, pp. 103–140.
- Stefano Mazzoni,  Tra dèi e imperatori: Vespasiano Gonzaga Colonna nel teatro di Sabbioneta, in «Atti e Memorie dell'Accademia Galileiana di Scienze, Lettere ed Arti già dei Ricovrati e Patavina. Parte III: Memorie della Classe di Scienze Morali, Lettere ed Arti», (2009-2010) [ma 2011], vol. CXXII, pp. 155–187.
- Stefano Mazzoni, «Oltre le pietre»: Vespasiano Gonzaga, Vincenzo Scamozzi y el teatro de Sabbioneta, in Teatro clásico italiano y español. Actas de las jornadas de  Sabbioneta (25-27 de junio de 2009), a cura di M. del V. Ojeda Calvo y Marco Presotto, Valencia, Publicacions de la Universitat de València, 2013, pp. 11–52.
- Filippo Scolari, Della vita e delle opere dell'architetto Vincenzo Scamozzi commentario, Tip. Andreola, 1837. URL consultato il 6 ottobre 2014.
- Loredana Olivato, Percorsi devozionali ed esibizione del potere: Vincenzo Scamozzi a Monselice, in Antonio Diano, Lionello Puppi (a cura di), Tra monti sacri, 'sacri monti' e santuari: il caso veneto, Padova, Il poligrafo, 2006.
- Lionello Puppi, La solitudine di Vincenzo Scamozzi, nostro contemporaneo, in Annali di architettura nº 15, Vicenza 2003
- Fernando Rigon, L'Idea in figura. Iconografie tipografiche del Trattato scamozziano, in Annali di architettura nº 16, Vicenza 2004
- Clemens Standl: Das Hofbogengebäude der Salzburger Residenz in: Österreichische Zeitschrift für Kunst und Denkmalpflege, Heft 4/2011, Wien 2012,S.344-361. ISBN AUT 0029-9626